# 丹麥東印度公司

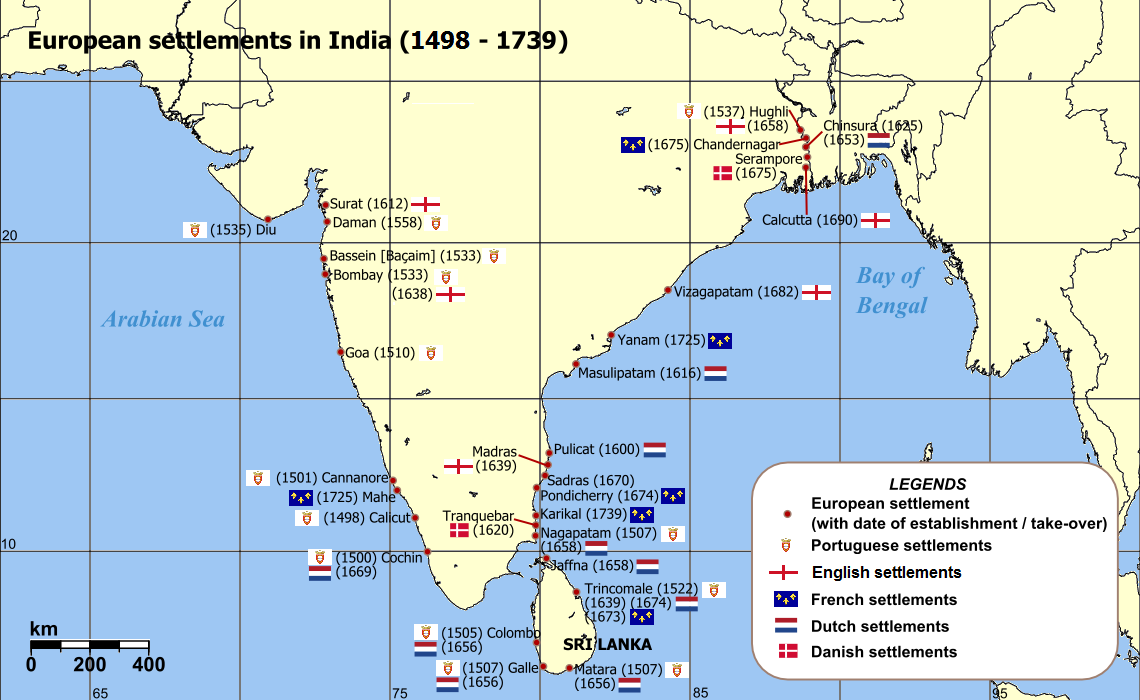
丹麦和其他欧洲帝国的印度殖民地.

丹麥東印度公司（丹麥文：Dansk Ostindisk Kompagni，英文：Danish East India Company）於丹麥及挪威國王克里斯蒂安四世（Christian IV）授權下於1616年創立，主要經營與印度的貿易業務，在印度的基地位於特蘭奎巴（Tranquebar）。

## 历史

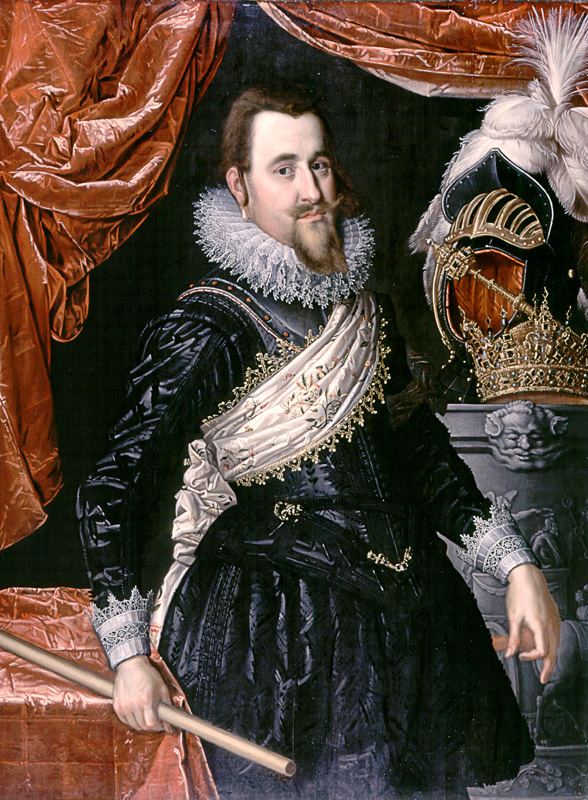
克里斯蒂安四世

丹麥東印度公司只經歷了一段短暫的繁盛期，很快就衰落下去，並於1729年解散。1732年該公司以「亞洲公司」（丹麥文：Asiatische Compagnie，英文：Asiatic Company）的名義重組，但於1772年失去了壟斷的地位。於其黃金時期，丹麥及瑞典東印度公司曾較不列颠东印度公司進口更多的茶葉，並將其中90%走私至英國以謀取暴利。
於1801年拿破崙戰爭及1807年哥本哈根戰役期間，英國海軍曾先後攻擊哥本哈根，使丹麥喪失了所有的艦隊及Heligoland島嶼。英國稱霸海洋，使丹麥東印度公司從此成為歷史。